# Драшковичи
Драшковичи (на хърватски: Draškovići) e аристократичен хърватски род, чиито представители през XVI-XVIII в. заемат висши светски и църковни дължности и се прославят на бойното поле.
За първи път родът се споменава в края на XV в. Три документа на глаголица от края на XV и началото на XVI в. отбелязват, че Драшковичи владеят земите в Лика и околностите на Книн и изреждат имената на 35 представители на този род. Документите днес се съхраняват сред националните архиви на Унгария в Будапеща. За родоначалник на фамилията се приема Бартол от Книн или Бартол Книнянин (Bartol Kninjanin), който пред заплахата от османското нашествие напуска Книн и се преселва в долината на река Купа. През 1569 г. на рода му е дарен замъкът Тракошчан в Хърватско Загорие, който се превръща във фамилна резиденция, а те самите започват да се наричат Драшковичи Тракошчански по името на имението. Другото известно имение на Драшковичи е замъкът Кленовник, най-големият днес хърватски замък в едноименния град във Вараждинска жупания, който те купуват от унгарския крал в края на XVII в., но два века по-късно го продават на австрийския министър на финансите, барон Брук, за да си набавят нужната сума за реставрацията на Тракошчан.
Драшковичи обитават своя фамилен замък Тракошчан до Втората световна война. През 1944 г. последният владетел на замъка напуска Хърватия и емигрира в Австрия. Замъкът в наши дни е музей и се нарежда сред най-посещаваните туристически забележителности в северната част на страната. А потомците на рода Драшковичи са пръснати в ралични държави в Европа и в САЩ. Един от тях, Карл Драшкович, след 1991 г., когато Хърватия обявява своята независимост, се завръща в страната заедно със семейството си, откупува някогашното родово имение в село Велики Буковец близо до Лудбрег във Вараждинска жупания и основава там земеделско предприятие под името „Agroludbreg“.

## По-известни представители на Драшковичи
Един от синовете на Бартол Книнянин, Юрай Драшкович (1525–1585), е ръкоположен за архиепископ на Печ и Загреб, а в края на живота си получава най-висшия духовен сан в католическата църква - кардинал. Наред с църковните титли той е удостоен и със светски - от 1567 г. е барон, а между 1567 и 1575 г. е бан на Хърватия.
Другият, по-млад син на Бартол Книнянин, Иван I Драшкович, е един от командващите войската на Миклош Зрини, героя от битката при Сигетвар от 1566 г. срещу османците.
Иван II Драшкович, племенник на Юрай и Иван I, е бан на Хърватия от 1595 до 1608 г. и също се прославя в сраженията срещу турците.
На свой ред неговият син Иван III Драшкович (1603–1648) е бан между 1640 и 1648 г. и спомага много за укрепването на т.нар. военна граница. Той е много добре образован за времето си, следва философия в Грац и право в Болоня.
Друг виден по-късен представител на фамилията е Янко Драшкович (1770—1856), един от водачите на илирийското движение и на хърватското национално възраждане. Неговият „Трактат“ (Disertacija), публикуван през 1832 г. в Карловац на щокавски диалект се превръща в политическа, икономическа и културна програма на илиризма.